# Pori Bears 2008
Questa voce raccoglie le informazioni riguardanti i Pori Bears nelle competizioni ufficiali della stagione 2008.

## I-divisioona 2008

### Stagione regolare
| Pori 24 maggio 2008, ore 15:00 1ª giornata | Pori Bears  | 32 – 41 (0-7 6-6 12-6 14-22) referto | Kuopio Steelers | Herralahden kenttä (0 spett.)\| Arbitro: \| A. Lipsanen \| |
| Arbitro:                                   | A. Lipsanen |                                      |                 |                                                            |

| Kouvola 1º giugno 2008, ore 13:00 2ª giornata | Kouvola Indians | 10 – 26 (0-6 0-6 7-7 3-7) referto | Pori Bears | Kouvolan keskuskenttä (0 spett.)\| Arbitro: \| M. Makarainen \| |
| Arbitro:                                      | M. Makarainen   |                                   |            |                                                                 |

| Oulu 14 giugno 2008, ore 17:00 4ª giornata | Oulu Northern Lights | 45 – 30 (10-0 0-0 27-22 8-8) referto | Pori Bears | Castrenin urheilukeskus (0 spett.)\| Arbitro: \| Sankala \| |
| Arbitro:                                   | Sankala              |                                      |            |                                                             |

| Pori 28 giugno 2008, ore 15:00 5ª giornata | Pori Bears  | 44 – 34 (18-7 13-7 7-0 6-20) referto | Lappeenranta Rajaritarit | Herralahden kenttä (300 spett.)\| Arbitro: \| K. Parkkali \| |
| Arbitro:                                   | K. Parkkali |                                      |                          |                                                              |

| Kuopio 6 luglio 2008, ore 17:00 6ª giornata | Kuopio Steelers | 13 – 40 (0-7 7-7 0-13 6-13) referto | Pori Bears | Kuopion keskuskenttä (200 spett.) |

| Pori 13 luglio 2008, ore 15:00 7ª giornata | Pori Bears | 34 – 13 (6-0 8-0 6-7 14-6) referto | Kouvola Indians | Herralahden kenttä (250 spett.)\| Arbitro: \| Enonkoski \| |
| Arbitro:                                   | Enonkoski  |                                    |                 |                                                            |

| Pori 9 agosto 2008, ore 15:00 9ª giornata | Pori Bears  | 43 – 28 (8-14 14-14 7-0 14-0) referto | Oulu Northern Lights | Herralahden kenttä (0 spett.)\| Arbitro: \| K. Parkkali \| |
| Arbitro:                                  | K. Parkkali |                                       |                      |                                                            |

| Lappeenranta 17 agosto 2008, ore 15:00 10ª giornata | Lappeenranta Rajaritarit | 44 – 28 (10-0 7-0 14-6 13-22) referto | Pori Bears | Kimpisen urheilukeskus (132 spett.) |

### Playoff
| Pori 24 agosto 2008, ore 15:00 Semifinale | Pori Bears | 39 – 16 (12-0 14-8 7-0 6-8) referto | Oulu Northern Lights | Herralahden kenttä (0 spett.)\| Arbitro: \| P. Hautala \| |
| Arbitro:                                  | P. Hautala |                                     |                      |                                                           |

| Lappeenranta 30 agosto 2008, ore 15:00 Spagettimalja | Lappeenranta Rajaritarit | 52 – 35 (21-7 10-21 7-7 14-0) referto | Pori Bears | Kimpisen urheilukeskus (317 spett.)\| Arbitro: \| M. Makarainen \| |
| Arbitro:                                             | M. Makarainen            |                                       |            |                                                                    |

## Statistiche di squadra
| Competizione      | %Vittorie | In casa | In casa | In casa | In casa | In casa | In casa | In trasferta | In trasferta | In trasferta | In trasferta | In trasferta | In trasferta | Totale | Totale | Totale | Totale | Totale | Totale |
| Competizione      | %Vittorie | G       | V       | N       | P       | Pf      | Ps      | G            | V            | N            | P            | Pf           | Ps           | G      | V      | N      | P      | Pf     | Ps     |
| ----------------- | --------- | ------- | ------- | ------- | ------- | ------- | ------- | ------------ | ------------ | ------------ | ------------ | ------------ | ------------ | ------ | ------ | ------ | ------ | ------ | ------ |
| Stagione regolare | .625      | 4       | 3       | 0       | 1       | 153     | 116     | 4            | 2            | 0            | 2            | 124          | 112          | 8      | 5      | 0      | 3      | 277    | 228    |
| Playoff           | .500      | 1       | 1       | 0       | 0       | 39      | 16      | 1            | 0            | 0            | 1            | 35           | 52           | 2      | 1      | 0      | 1      | 74     | 68     |
| Totale            | .600      | 5       | 4       | 0       | 1       | 192     | 132     | 5            | 2            | 0            | 3            | 159          | 164          | 10     | 6      | 0      | 4      | 351    | 296    |

## Statistiche personali

### Marcatori
| Giocatore   | Ruolo | TD rush | TD recv | TD int | TD p.ret | TD k.ret | TD oth | Xp1  | Xp2 | FG | Saf | Totale |
| ----------- | ----- | ------- | ------- | ------ | -------- | -------- | ------ | ---- | --- | -- | --- | ------ |
| J. Russell  |       | 17      | 2+1     | 0      | 0        | 1        | 0      | 0    | 1   | 0  | 0   | 128    |
| M. Kivero   |       | 6+1     | 0+1     | 0      | 0        | 0        | 0      | 0    | 3   | 0  | 0   | 54     |
| M. Niekka   |       | 0       | 7       | 0      | 0        | 0        | 0      | 0    | 1+1 | 0  | 0   | 46     |
| N. Sandhu   |       | 0       | 2+5     | 0      | 0        | 0        | 0      | 0    | 2   | 0  | 0   | 46     |
| V. Penttila |       | 0       | 4+2     | 0      | 0        | 0        | 0      | 0    | 0   | 0  | 0   | 36     |
| A. Fonsen   |       | 0+1     | 0       | 0      | 0        | 0        | 0      | 17+5 | 0   | 0  | 0   | 28     |
| X. Andre    |       | 2       | 0       | 0      | 0        | 0        | 0      | 0    | 0   | 0  | 0   | 12     |

### Passer rating
| Giocatore  | G   | Att    | Comp  | Int | Yds      | TD   | NFL    | NCAA   |
| ---------- | --- | ------ | ----- | --- | -------- | ---- | ------ | ------ |
| N. Sandhu  | 3+1 | 15+8   | 10+4  | 0+0 | 210+57   | 3+1  | 140,76 | 215,77 |
| J. Russell | 8+2 | 160+53 | 75+28 | 5+2 | 1032+511 | 12+8 | 90,17  | 133,62 |